# Leptaulax joliveti
Leptaulax joliveti is een keversoort uit de familie Passalidae. De wetenschappelijke naam van de soort is voor het eerst geldig gepubliceerd in 1971 door Endrodi.